# Šaranke
Šaranke (lat. Cypriniformes) su red riba iz razreda zrakoperki (lat. Actinopterygii). Ovaj red sadrži 8 ili više porodica, 354 rodova i više od 3250 vrsta, s novim vrstama opisivanih svakih par mjeseci i novih rodova priznavanih redovito. One su najraznolikije u jugoistočnoj Aziji, ali su posve odsutne iz Australije i Južne Amerike.

## Porodice
1. Balitoridae Swainson, 1839
2. Barbuccidae Kottelat, 2012
3. Catostomidae Cope, 1871
4. Cobitidae Swainson, 1838
5. Cyprinidae Rafinesque, 1815
6. Ellopostomatidae Bohlen & Šlechtová, 2009
7. Gyrinocheilidae T. N. Gill, 1905
8. Nemacheilidae Gill, 1893
9. Psilorhynchidae Hora, 1926
10. Serpenticobitidae Kottelat, 2012
11. Vaillantellidae Nalbant & Bànàrescu, 1977

### Neklasificirani rodovi
1. Eoxenocypris Chang, Chen Yiyu & Tong Haowen, 1996 †
2. Proluciosoma Roberts & Jumnongthai, 1999 †
3. Tiupampichthys Gayet & Jégu in Gayet, Jegu, Bocquentin & Negri, 2003 †

## Poveznice
|  | Zajednički poslužitelj ima još gradiva o temi Šaranke |
|  | Wikivrste imaju podatke o taksonu Šaranke             |